# Kevin Yaméogo
Pas d'image ? Cliquez ici

a Compétitions nationales et continentales officielles uniquement.

Dernière mise à jour le 24 mars 2025.
Kevin Yaméogo, né le 19 mai 1997 à Nice, est un joueur français de rugby à XV évoluant au poste de pilier.

## Carrière

### Formation
Kevin Yaméogo commence le rugby dans sa ville natale[réf. nécessaire] avec le Stade niçois rugby en 2012.
En 2015, il rejoint le centre de formation du Lyon OU.

### En club
Kevin Yaméogo commence sa carrière professionnelle avec le Lyon OU le 8 décembre 2018 face aux Glasgow Warriors en Champions Cup en remplaçant Hamza Kaabeche à la 64e minute. En février 2019, il prolonge son contrat de deux saisons avec le club lyonnais.
En 2020, il est prêté pour une saison au SU Agen. En janvier 2021, il contracte une forme grave du variant anglais de la Covid-19 et se retrouve éloigné des terrains jusqu'à la fin de la saison 2020-2021.
Il s'engage avec la Section paloise, toujours en Top 14, à partir de la saison 2021-2022. Il est retenu dans le groupe palois pour la troisième étape du Supersevens 2021 à La Rochelle mais il ne dispute aucun match.
En novembre 2021, il est invité dans l'équipe des Barbarians français pour affronter les Tonga au Matmut Stadium Gerland de Lyon. Les Baa-Baas s'impose 42 à 17 grâce à six essais inscrits.
En juin 2022, il est prêté à l'US Montauban en Pro D2 pour la saison 2022-2023. Il ne dispute que 5 matchs de Pro D2.
En juillet 2023, il retourne dans son club formateur du Stade niçois rugby en Nationale. A la fin de la saison 2023-2024, il remporte le championnat avec le Stade niçois grâce à une victoire en finale, 39 à 30, face au RC Narbonne. En raison de plusieurs petites blessures, il n'a pu joué que 7 matchs de championnat, néanmoins, début juillet 2024, il prolonge son contrat et jouera la saison 2024-2025 de Pro D2. 

## Palmarès
- Vainqueur du Championnat de France de Nationale en 2024 avec le Stade niçois.

## Vie privée
En mai 2022, Kevin Yaméogo finalise sa reconversion professionnelle post carrière en tant qu'auxiliaire spécialisé vétérinaire.